# Айлах-Лич
Айлах-Лич или Перичингыл-Алагёль (азерб. Pəriçınqıl Alagölü) — пресноводное вулканическое озеро, расположенное на границе Азербайджана (Лачинский район) и Армении.
Озеро расположено на высоте 2974 м. Площадь озера составляет 72 га, максимальная глубина — до 4,5 м. Вода озера используется для поения скота.